# Tomaszów (Opoczno)
Pour les articles homonymes, voir Tomaszów.
Tomaszów (prononciation [tɔˈmaʂuf]) est un village de la gmina de Żarnów, du powiat d'Opoczno, dans la voïvodie de Łódź, situé dans le centre de la Pologne.
Il se situe à environ 6 kilomètres au sud-ouest de Żarnów (siège de la gmina), 22 kilomètres au sud-ouest d'Opoczno (siège du powiat) et 78 kilomètres au sud-est de Łódź (capitale de la voïvodie).
Sa population s'élevait à 21 habitants en 2012.

## Administration
De 1975 à 1998, le village était attaché administrativement à l'ancienne voïvodie de Piotrków.

Depuis 1999, il fait partie de la nouvelle voïvodie de Łódź.